# Муродтеппа
Муродтеппа́ (тадж. Муродтеппа) — село у складі Хатлонської області Таджикистану. Входить до складу Фірузійського джамоату району Носірі Хусрава.
Назва села означає «пагорб бажання», складається з мурод (бажання) та теппа (пагорб). В радянські часи село називалось Мураттепа.
Населення — 1262 особи (2017).